# Большаков Дмитро Григорович
Дмитро Григорович Большаков (22 серпня 1906, село Глубі Тверської губернії, тепер Вишньоволоцького міського округу Тверської області, Російська Федерація — ?) — радянський діяч, заступник голови Ради міністрів Киргизької РСР. Депутат Верховної ради СРСР 3—4-го скликань.

## Життєпис
Народився в родині селянина-бідняка. Трудову діяльність розпочав у 1919 році робітником-молотобійцем. У 1919 році вступив до комсомолу.
У 1925 році перехав до міста Ташкента, працював робітником на підприємствах текстильної промисловості. Потім був секретарем комсомольського осередку тютюнової фабрики в Ташкенті; працівником Ферганського обласного комітету комсомолу; директором Андижанського бавовняного заводу Узбецької РСР.
Член ВКП(б) з 1930 року.
З 1936 по 1938 рік навчався в Івановській промисловій академії (РРФСР), закінчив два курси.
У 1938—1939 роках — начальник Головного управління бавовняної промисловості Народного комісаріату текстильної промисловості СРСР.
У 1939—1941 роках — студент Ташкентського текстильного інституту, здобув спеціальність інженера-технолога із бавовнопрядіння.
У 1941 році — директор ситцедрукарської фабрики Ташкентського текстильного комбінату.
З листопада 1941 по червень 1946 року — в Червоній армії, учасник німецько-радянської війни. З 1942 року служив начальником політвідділу 38-ї стрілецької дивізії 57-ї армії Сталінградського, Донського, Воронезького фронтів, з 1943 по 1945 рік — начальником політвідділу 81-ї гвардійської стрілецької дивізії Степового, 2-го Українського фронтів.
У 1946—1952 роках — директор Барнаульського меланжевого комбінату Алтайського краю.
У 1952—1953 роках — міністр легкої промисловості Киргизької РСР, міністр легкої і харчової промисловості Киргизької РСР.
У жовтні 1953—1955 роках — міністр промисловості товарів широкого вжитку Киргизької РСР.
У 1955 — 30 серпня 1958 року — заступник голови Ради міністрів Киргизької РСР.
На 1958—1960 роки — заступник голови Держплану Киргизької РСР.
Подальша доля невідома. На 1985 рік — персональний пенсіонер.

## Звання
- майор
- гвардії підполковник

## Нагороди
- два ордени Червоного Прапора (29.08.1943, 30.04.1945)
- два ордени Вітчизняної війни І ст. (12.10.1944, 6.11.1985)
- орден Трудового Червоного Прапора (1957)
- два ордени Червоної Зірки (29.12.1942, 17.03.1943)
- медаль «За перемогу над Німеччиною у Великій Вітчизняній війні 1941—1945 рр.» (1945)
- медаль «За оборону Сталінграда» (1943)
- медаль «За визволення Праги» (1945)
- медаль «За взяття Будапешта» (1945)
- медаль «За доблесну працю. В ознаменування 100-річчя з дня народження Володимира Ілліча Леніна» (1970)
- медалі